# Jeffrey Meek
Jeffrey William Meek (nacido el 11 de febrero de 1959) es un actor de teatro, cine y televisión estadounidense, conocido por sus actuaciones cinematográficas en Heart Condition, Johnny Handsome y Winter People. Su trabajo televisivo incluyen las series Miami Vice (1989, 1 episodio)  Raven, The Exile y Mortal Kombat: Conquest como Raiden y Shao Kahn.
Comenzó su carrera televisiva interpretando a Quinn McCleary en la serie diurna Search for Tomorrow, interpretó a Craig Montgomery en As the World Turns y fue actor invitado en la serie de A&E The Glades.